# Hito Steyerl
Hito Steyerl (née en 1966 à Munich) est une réalisatrice, artiste et auteure allemande dans le domaine de l’essai documentaire. Ses sujets de prédilection sont les médias, la technologie et la circulation mondialisée des images. Hito Steyerl est docteure en philosophie de l'académie des Beaux-Arts de Vienne. Elle enseigne les arts et nouveaux médias (Emergent Digital Art) à Académie des Beaux-Arts de Munich.

## Biographie
Hito Steyerl est née à Munich en 1966.

## Carrière
Hito Steyerl a étudié à l'Institut de l'Image en Mouvement du Japon. Elle a ensuite fréquenté l'Université de la télévision et du film de Munich. Hito Steyerl a déclaré qu'étudier pendant les années d'or du Nouveau Cinéma allemand a eu une influence sur son travail. Elle a cependant cité son ancien professeur Helmut Färber, un éminent historien du cinéma, comme une source d'inspiration plus directe. 
Elle a été l'assistante de Wim Wenders lors du tournage de Jusqu'au bout du monde.
En 2004, elle a participé à Manifesta 5, la biennale d'art contemporain européenne. Elle a aussi participé à la biennale de Shanghai en 2008 et aux biennales de Gwangju et Taipei en 2010. En 2007, son film Lovely Andrea a été exposé à la documenta 12 de Cassel en Allemagne. Son travail est montré à la Biennale de Venise en 2013.
En 2017, elle est désignée comme la personne ayant la plus grande influence dans le monde de l'art dans le classement de ArtReview.
En 2021, une rétrospective lui est consacrée au centre Georges-Pompidou à Paris. Elle choisit, par souci écologique, de réutiliser les socles et les cimaises de l'exposition précédente consacrée à Christo et Jeanne-Claude.

### Expositions personnelles
Le travail de Hito Steyerl a fait l'objet de nombreuses expositions personnelles, parmi lesquelles :
- Hito Steyerl, Chisenhale Gallery (2010) ;
- Hito Steyerl, E-flux, (2012) ;
- Hito Steyerl, Art Institute of Chicago (2012) ;
- Hito Steyerl, Van Abbemuseum (2014) ;
- Hito Steyerl, Institute of Contemporary Arts (2014) ;
- En defensa de la imagen pobre ("En défense de l'image pauvre") et Arte, control y dominación. 3 películas de Hito Steyerl ("Art, contrôle et domination. 3 films de Hito Steyerl"), MUNTREF dans le cadre de la Biennale de l'Image en Mouvement (BIM) (2014) ;
- Hito Steyerl. I will survive. Espaces physiques et virtuels, exposition rétrospective au centre Georges-Pompidou, Paris, 19 mai au 5 juillet 2021[4].

### Expositions collectives
Hito Steyerl a participé à de nombreuses expositions collectives, parmi lesquelles :
- Documenta 12, Kassel (2007)[5]
- Dispersion, Institute of Contemporary Arts, Londres (2008)
- Festival International du Film de Rotterdam (2010)[6]
- The Global Contemporary: Art Worlds After 1989, Centre Art et Média de Karlsruhe Royal College of Art(2011)
- No one lives here, Royal College of Art, Londres (2013)
- Bad Thoughts, Stedelijk Museum, Amsterdam (2014)
- La Morsure des Termites, Palais de Tokyo, Paris (2023/2024)
- Mechanical Kurds,  Le monde selon l'IA, Jeu de Paume, Paris, 2025[7],[6]

## Récompenses
- En 2010, Hito Steyerl a reçu le prix New:Visions Award au Festival International du Documentaire de Copenhague pour son film In Free Fall.
- En 2019, elle a reçu le prix Käthe-Kollwitz[8].

## Sélection d'écrits
Hito Steyerl contribue souvent à des journaux d'art en ligne tels que e-flux. Elle a également publié un ouvrage chez Sternberg Press en 2013.
- http://www.e-flux.com/journal/a-thing-like-you-and-me/
- Steyerl, Hito. The Wretched of the Screen. Sternberg Press: 2013[9].  (ISBN 978-1-934105-82-5).
- Steyerl, Hito. Formations en mouvement, Centre Pompidou 2021.
- Steyerl, Hito. De l'art en duty free  – L'art à l'époque de la guerre civile planétaire, Presses du réel, 2021.
- Steyerl, Hito. Medium Hot: Images in the Age of Heat, Londres et New York: Verso 2015.

## Sélection des œuvres
- Die leere Mitte - The Empty Centre (1998) [10]
- Lovely Andrea (2007)[11]
- Red Alert (2007)[12]
- How to Not Be Seen: A Fucking Didactic Educational .MOV File (2013)[13]
- Is the Museum a Battlefield? (2013)[14],[15]
- Liquidity Inc. (2014)[16],[17]
- Factory of the Sun (2015)[18]